# Bumthang

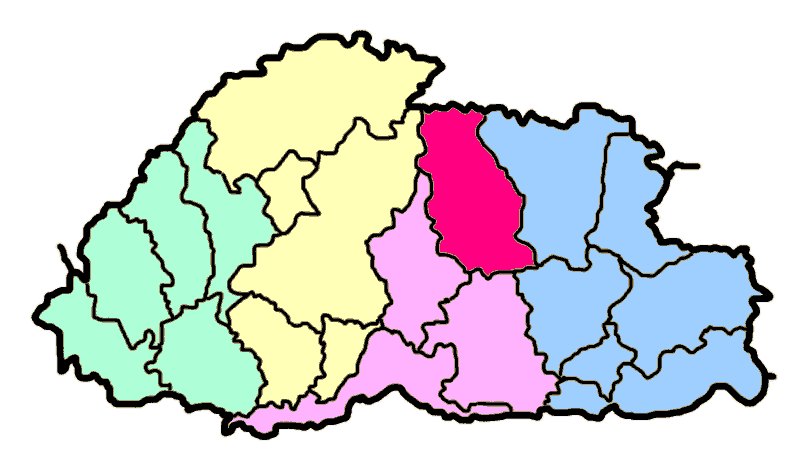
Umístění Bumthangu v rámci Bhútánu

Bumthang je jeden z 20 bhútánských krajů. Je zde největší počet historických a kulturních památek, především náboženských chrámů.
Kraj je rozdělen do čtyř částí:
- Gewogs
- Chhume
- Tang
- Ura

Navzdory vysokohorské poloze (2400–6000 m nad mořem) je Bumthang bohatým regionem Bhútánu. V těchto rozlehlých výšinách vede více než 96 kilometrů vysokohorských silnic.
Bumthang je s počtem 15 škol a 3497 studenty nejvzdělanějším místem v zemi.[zdroj⁠?!] Více než 79 % obyvatel má přístup k pitné vodě prostřednictvím vodovodního rozvodu. Hlavními pěstovanými plodinami jsou brambory, jsou zde také velká dobytkářská hospodářství.